# Catonvielle
Catonvielle (Catonvièla en gascon) est une commune française située dans l'est du département du Gers en région Occitanie. Sur le plan historique et culturel, la commune est dans la Lomagne, une ancienne circonscription de la province de Gascogne ayant titre de vicomté, surnommée « Toscane française ».
Exposée à un climat océanique altéré, elle est drainée par le Sarrampion et par deux autres cours d'eau.
Catonvielle est une commune rurale qui compte 105 habitants en 2022, après avoir connu un pic de population de 204 habitants en 1841.  Elle fait partie de l'aire d'attraction de Toulouse. Ses habitants sont appelés les Catonviellois ou  Catonvielloises.

## Géographie

### Localisation
Petite commune au territoire vallonné, Catonvielle est située dans l'est du département du Gers, à l'écart et au nord de la route nationale 124, à mi-chemin entre Auch et Toulouse.

### Communes limitrophes
Les communes limitrophes sont  Escornebœuf, Razengues, Roquelaure-Saint-Aubin et Saint-Germier.
|             | Saint-Germier |                        |
| Escornebœuf | Catonvielle   | Roquelaure-Saint-Aubin |
|             |               | Razengues              |

### Hameaux et lieux-dits
Ne comprenant pas de bourg à proprement parler, la commune est principalement constituée des hameaux de Montagnac où est située la mairie, et de Sansas.

### Géologie et relief
Catonvielle se situe en zone de sismicité 1 (sismicité très faible).

### Hydrographie

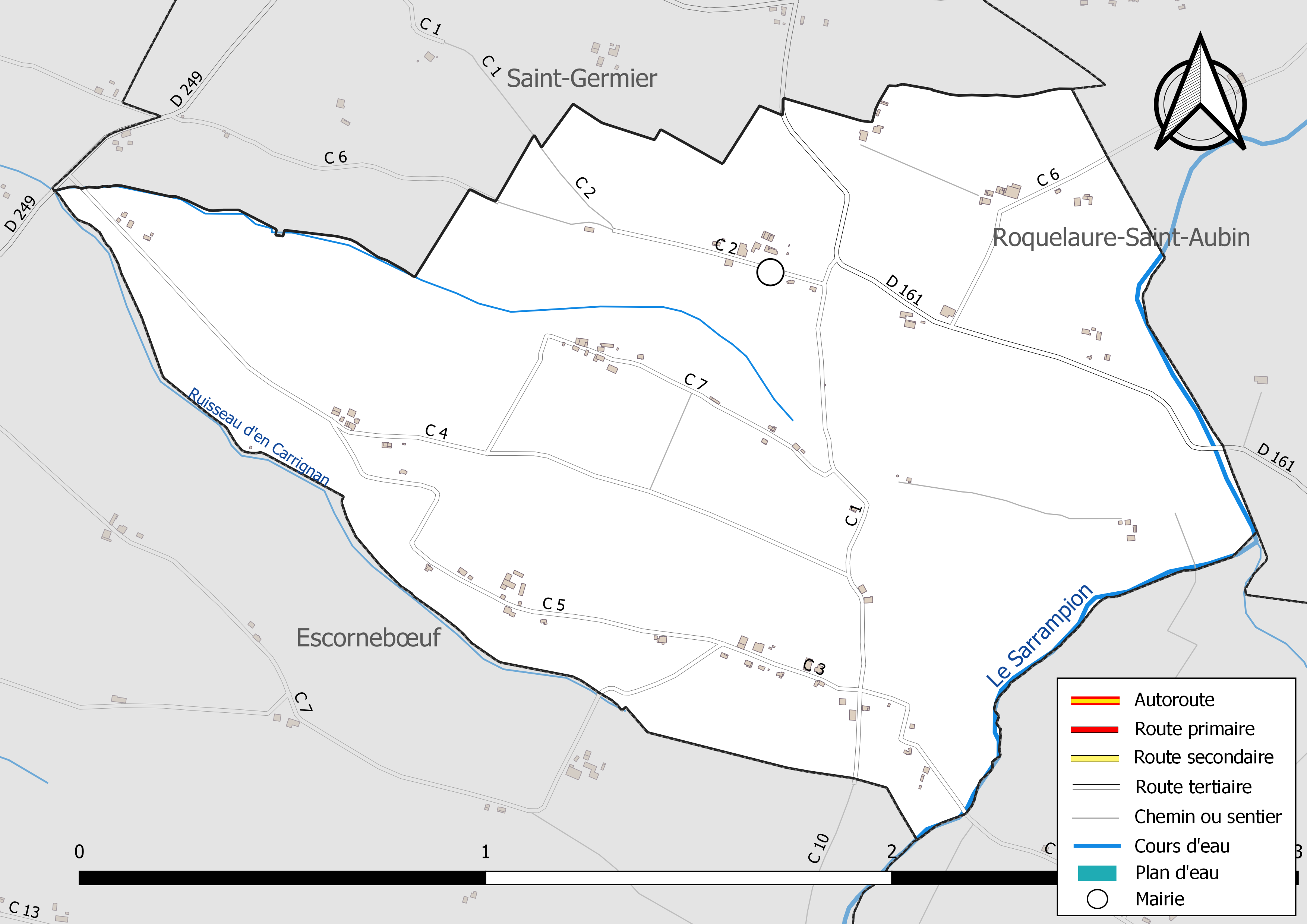
Réseaux hydrographique et routier de Catonvielle.

La commune est dans le bassin de la Garonne, au sein du bassin hydrographique Adour-Garonne. Elle est drainée par le Sarrampion et le ruisseau d'en Carrignan et par un petit cours d'eau, qui constituent un réseau hydrographique de 4 km de longueur totale,.
Le Sarrampion, d'une longueur totale de 25,4 km, prend sa source dans la commune de Monferran-Savès et s'écoule vers le nord. Il traverse la commune et se jette dans la Gimone à Maubec, après avoir traversé 14 communes.

### Climat
Pour des articles plus généraux, voir Climat de l'Occitanie et Climat du Gers.
En 2010, le climat de la commune est de type climat du Bassin du Sud-Ouest, selon une étude s'appuyant sur une série de données couvrant la période 1971-2000. En 2020, Météo-France publie une typologie des climats de la France métropolitaine dans laquelle la commune est exposée à un climat océanique altéré et est dans la région climatique Aquitaine, Gascogne, caractérisée par une pluviométrie abondante au printemps, modérée en automne, un faible ensoleillement au printemps, un été chaud (19,5 °C), des vents faibles, des brouillards fréquents en automne et en hiver et des orages fréquents en été (15 à 20 jours).
Pour la période 1971-2000, la température annuelle moyenne est de 13,3 °C, avec une amplitude thermique annuelle de 15,9 °C. Le cumul annuel moyen de précipitations est de 703 mm, avec 9,3 jours de précipitations en janvier et 5,7 jours en juillet. Pour la période 1991-2020, la température moyenne annuelle observée sur la station météorologique la plus proche, située sur la commune de Sainte-Anne à 9 km à vol d'oiseau, est de 13,6 °C et le cumul annuel moyen de précipitations est de 676,2 mm,. Pour l'avenir, les paramètres climatiques de la commune estimés pour 2050 selon différents scénarios d’émission de gaz à effet de serre sont consultables sur un site dédié publié par Météo-France en novembre 2022.

### Milieux naturels et biodiversité
Aucun espace naturel présentant un intérêt patrimonial n'est recensé sur la commune dans l'inventaire national du patrimoine naturel,,.

## Urbanisme

### Typologie
Au 1er janvier 2024, Catonvielle est catégorisée commune rurale à habitat très dispersé, selon la nouvelle grille communale de densité à sept niveaux définie par l'Insee en 2022.
Elle est située hors unité urbaine. Par ailleurs la commune fait partie de l'aire d'attraction de Toulouse, dont elle est une commune de la couronne,. Cette aire, qui regroupe 527 communes, est catégorisée dans les aires de 700 000 habitants ou plus (hors Paris),.

### Occupation des sols
L'occupation des sols de la commune, telle qu'elle ressort de la base de données européenne d’occupation biophysique des sols Corine Land Cover (CLC), est marquée par l'importance des territoires agricoles (100 % en 2018), une proportion identique à celle de 1990 (100 %). La répartition détaillée en 2018 est la suivante : 
terres arables (100 %). L'évolution de l’occupation des sols de la commune et de ses infrastructures peut être observée sur les différentes représentations cartographiques du territoire : la carte de Cassini (XVIIIe siècle), la carte d'état-major (1820-1866) et les cartes ou photos aériennes de l'IGN pour la période actuelle (1950 à aujourd'hui).

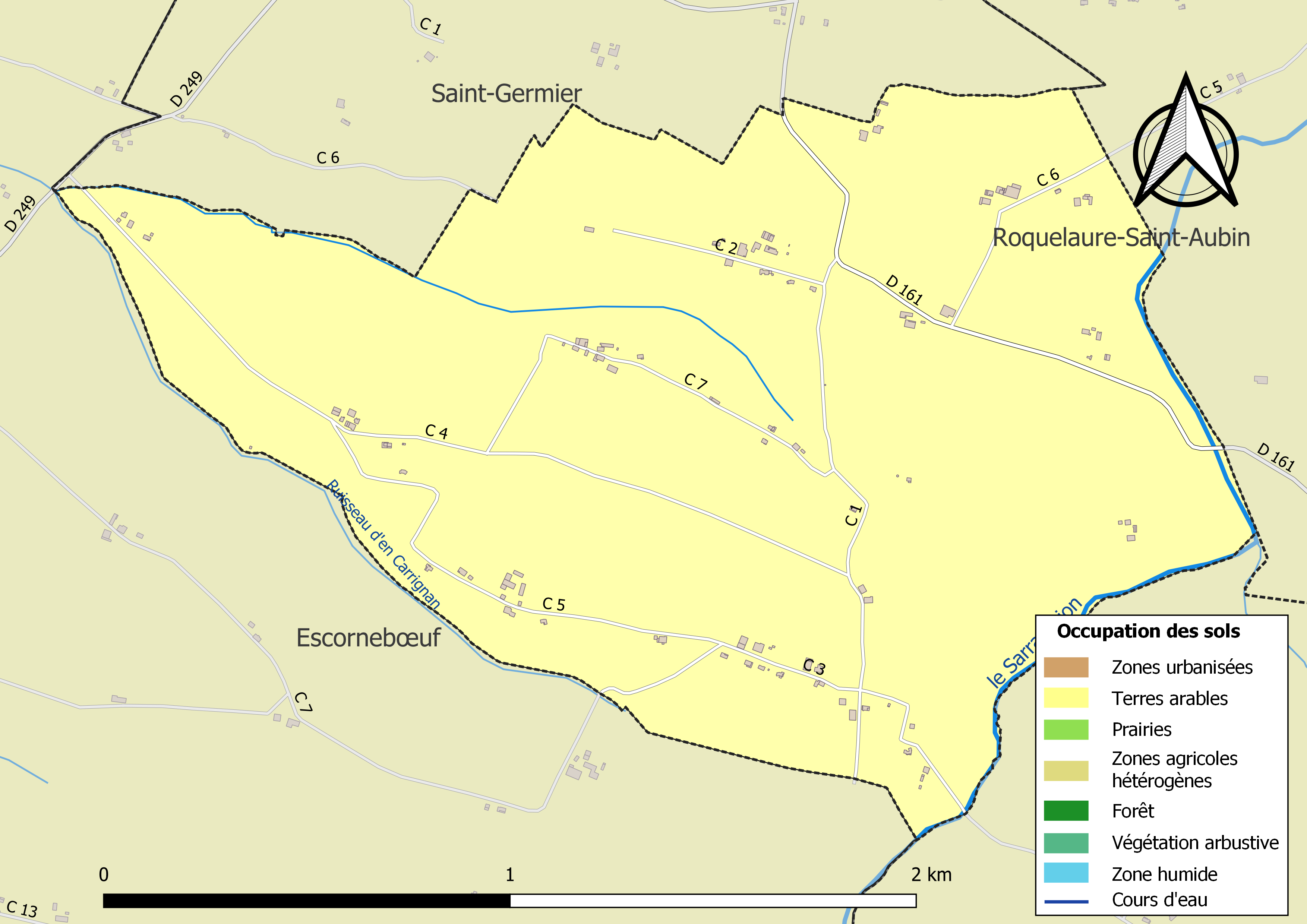
Carte des infrastructures et de l'occupation des sols de la commune en 2018 (CLC).

### Risques majeurs
Le territoire de la commune de Catonvielle est vulnérable à différents aléas naturels : météorologiques (tempête, orage, neige, grand froid, canicule ou sécheresse) et séisme (sismicité très faible). Un site publié par le BRGM permet d'évaluer simplement et rapidement les risques d'un bien localisé soit par son adresse soit par le numéro de sa parcelle.

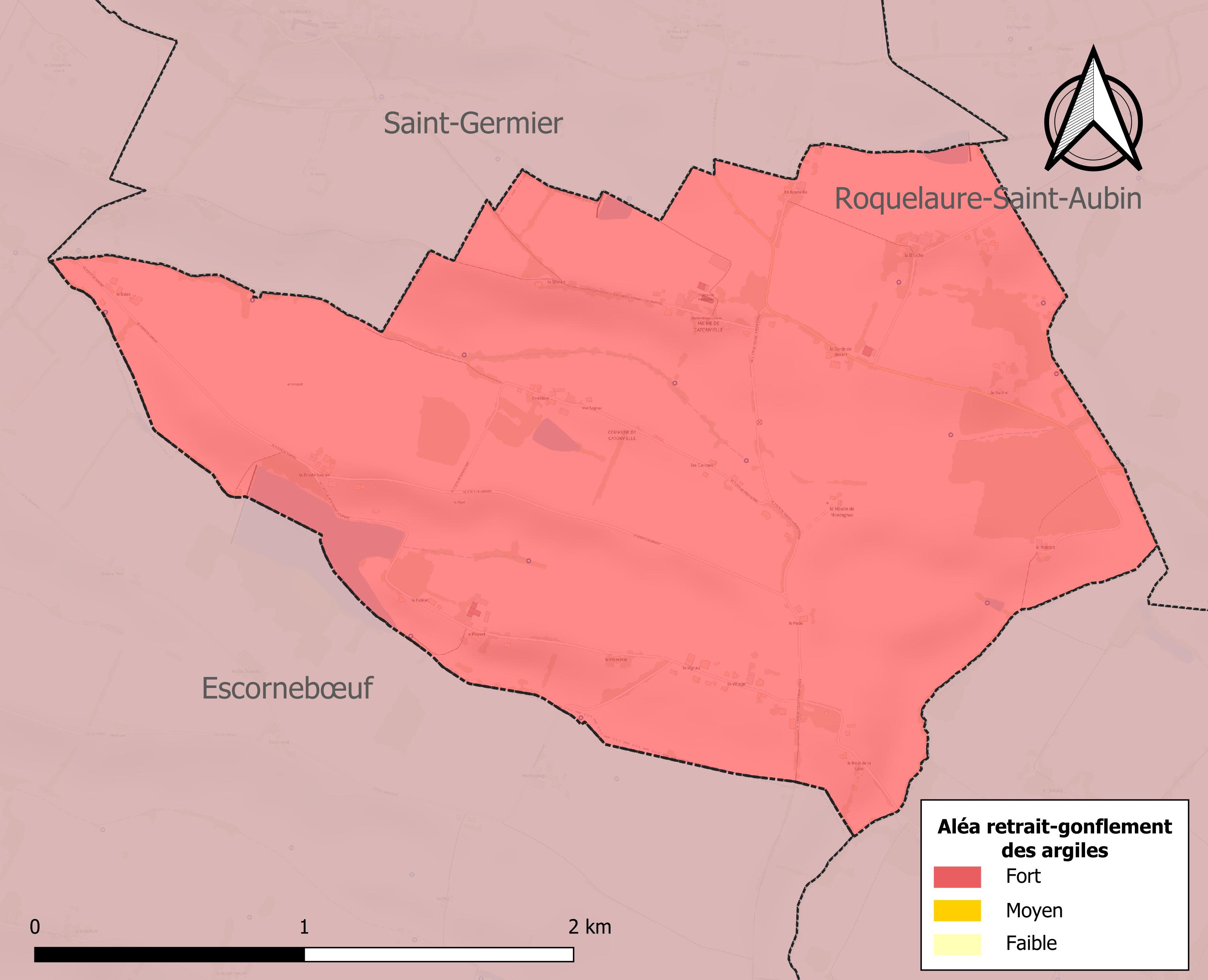
Carte des zones d'aléa retrait-gonflement des sols argileux de Catonvielle.

Le retrait-gonflement des sols argileux est susceptible d'engendrer des dommages importants aux bâtiments en cas d’alternance de périodes de sécheresse et de pluie. La totalité de la commune est en aléa moyen ou fort (94,5 % au niveau départemental et 48,5 % au niveau national). Sur les 52 bâtiments dénombrés sur la commune en 2019, 52 sont en aléa moyen ou fort, soit 100 %, à comparer aux 93 % au niveau départemental et 54 % au niveau national. Une cartographie de l'exposition du territoire national au retrait gonflement des sols argileux est disponible sur le site du BRGM,.
Par ailleurs, afin de mieux appréhender le risque d’affaissement de terrain, l'inventaire national des cavités souterraines permet de localiser celles situées sur la commune.
La commune a été reconnue en état de catastrophe naturelle au titre des dommages causés par les inondations et coulées de boue survenues en 1999 et 2009. Concernant les mouvements de terrains, la commune a été reconnue en état de catastrophe naturelle au titre des dommages causés par la sécheresse en 1989, 1993 et 2003 et par des mouvements de terrain en 1999.

## Toponymie
Ni Albert Dauzat, ni Ernest Nègre ne citent de formes anciennes pour Catonvielle.
Cependant il s'agit bien pour eux d'une formation toponymique médiévale en -villa au sens ancien de « domaine rural » précédé d'un anthroponyme germanique, au cas régime. L'un suggère le nom de personne germanique Catto et l'autre suppose Gatto.
Remarque : le même nom de personne semble se retrouver dans Cattenom (Moselle, Cathenem 1182); Chattonville (Eure-et-Loir) et Chatonrupt (Haute-Marne, Catonis rivus 1131). Ernest Nègre propose lui une homonymie avec Gatteville (Manche, Gatevilla XIIe siècle)

## Histoire
Un site archéologique (occupation néolithique) a été découvert sur la commune en 1997.

## Politique et administration

### Administration municipale
Le nombre d'habitants au recensement de 2011 étant compris entre 0 et 99, le nombre de membres du conseil municipal pour l'élection de 2014 est de sept,.

### Rattachements administratifs et électoraux
Commune faisant partie de la communauté de communes des Coteaux Arrats Gimone et du canton de Gimone-Arrats (avant le redécoupage départemental de 2014, Catonvielle faisait partie de l'ex-canton de Gimont) et avant le 1er janvier 2017 elle faisait partie de la communauté de communes de l'Arrats-Gimone.

## Population et société

### Démographie
L'évolution du nombre d'habitants est connue à travers les recensements de la population effectués dans la commune depuis 1793. Pour les communes de moins de 10 000 habitants, une enquête de recensement portant sur toute la population est réalisée tous les cinq ans, les populations de référence des années intermédiaires étant quant à elles estimées par interpolation ou extrapolation. Pour la commune, le premier recensement exhaustif entrant dans le cadre du nouveau dispositif a été réalisé en 2006.

En 2022, la commune comptait 105 habitants, en évolution de +7,14 % par rapport à 2016 (Gers : +1,04 %, France hors Mayotte : +2,11 %).
| 1793 | 1800 | 1806 | 1821 | 1831 | 1841 | 1846 | 1851 | 1856 |
| ---- | ---- | ---- | ---- | ---- | ---- | ---- | ---- | ---- |
| 93   | 97   | 79   | 84   | 198  | 204  | 197  | 199  | 199  |

| 1861 | 1866 | 1872 | 1876 | 1881 | 1886 | 1891 | 1896 | 1901 |
| ---- | ---- | ---- | ---- | ---- | ---- | ---- | ---- | ---- |
| 199  | 177  | 164  | 164  | 156  | 154  | 147  | 118  | 112  |

| 1906 | 1911 | 1921 | 1926 | 1931 | 1936 | 1946 | 1954 | 1962 |
| ---- | ---- | ---- | ---- | ---- | ---- | ---- | ---- | ---- |
| 121  | 122  | 109  | 102  | 110  | 113  | 94   | 88   | 80   |

| 1968 | 1975 | 1982 | 1990 | 1999 | 2006 | 2011 | 2016 | 2021 |
| ---- | ---- | ---- | ---- | ---- | ---- | ---- | ---- | ---- |
| 73   | 73   | 74   | 73   | 62   | 82   | 105  | 98   | 101  |

| 2022 | - | - | - | - | - | - | - | - |
| ---- | - | - | - | - | - | - | - | - |
| 105  | - | - | - | - | - | - | - | - |

## Économie

### Emploi
|                | 2008  | 2013  | 2018  |
| -------------- | ----- | ----- | ----- |
| Commune        | 7,4 % | 1,5 % | 0 %   |
| Département    | 6,1 % | 7,5 % | 8,2 % |
| France entière | 8,3 % | 10 %  | 10 %  |

En 2018, la population âgée de 15 à 64 ans s'élève à 54 personnes, parmi lesquelles on compte 76,8 % d'actifs (76,8 % ayant un emploi et 0 % de chômeurs) et 23,2 % d'inactifs,. En  2018, le taux de chômage communal (au sens du recensement) des 15-64 ans est inférieur à celui de la France et département, alors qu'en 2008 il était supérieur à celui du département et inférieur à celui de la France.
La commune fait partie de la couronne de l'aire d'attraction de Toulouse, du fait qu'au moins 15 % des actifs travaillent dans le pôle,. Elle compte 13 emplois en 2018, contre 20 en 2013 et 14 en 2008. Le nombre d'actifs ayant un emploi résidant dans la commune est de 43, soit un indicateur de concentration d'emploi de 29,6 % et un taux d'activité parmi les 15 ans ou plus de 55 %.
Sur ces 43 actifs de 15 ans ou plus ayant un emploi, 11 travaillent dans la commune, soit 25 % des habitants. Pour se rendre au travail, 72,7 % des habitants utilisent un véhicule personnel ou de fonction à quatre roues, 6,8 % les transports en commun, 2,3 % s'y rendent en deux-roues, à vélo ou à pied et 18,2 % n'ont pas besoin de transport (travail au domicile).

### Activités hors agriculture
11 établissements sont implantés  à Catonvielle au 31 décembre 2019.
Le secteur de l'industrie manufacturière, des industries extractives et autres est prépondérant sur la commune puisqu'il représente 54,5 % du nombre total d'établissements de la commune (6 sur les 11 entreprises implantées  à Catonvielle), contre 12,3 % au niveau départemental.

### Agriculture
|               | 1988 | 2000 | 2010 | 2020 |
| ------------- | ---- | ---- | ---- | ---- |
| Exploitations | 11   | 8    | 7    | 6    |
| SAU (ha)      | 428  | 494  | 445  | 399  |

La commune est dans les « Coteaux du Gers », une petite région agricole occupant l'est du département du Gers. En 2020, l'orientation technico-économique de l'agriculture  sur la commune est l'exploitation de grandes cultures (hors céréales et oléoprotéagineuses). Six exploitations agricoles ayant leur siège dans la commune sont dénombrées lors du recensement agricole de 2020 (onze en 1988). La superficie agricole utilisée est de 399 ha,,.

## Culture locale et patrimoine

### Lieux et monuments
- Église Saint-Pierre-Saint-Paul (XIXe siècle) à clocher-mur[34], anciennement Saint-Pierre-de-Montagnac, abrite une chasuble du 1er quart XIXe, classée[35] et un plat de quête inscrit[36] aux Monuments historiques pour les objets.
- Château de Montagnac
- Moulin de Montagnac
- Ruines de la chapelle Notre-Dame-de-Sansas (XVIIe siècle).